# Amstetten (stacja kolejowa)
Amstetten (niem: Bahnhof Amstetten) – stacja kolejowa w Amstetten, w kraju związkowym Dolna Austria, w Austrii. W Amstetten kończy swój bieg linia Rudolfsbahn do Kleinreifling przez Waidhofen an der Ybbs, stacja znajduje się również na Westbahn. Stacja jest obsługiwana przez pociągi regionalne i dalekobieżne.

## Historia

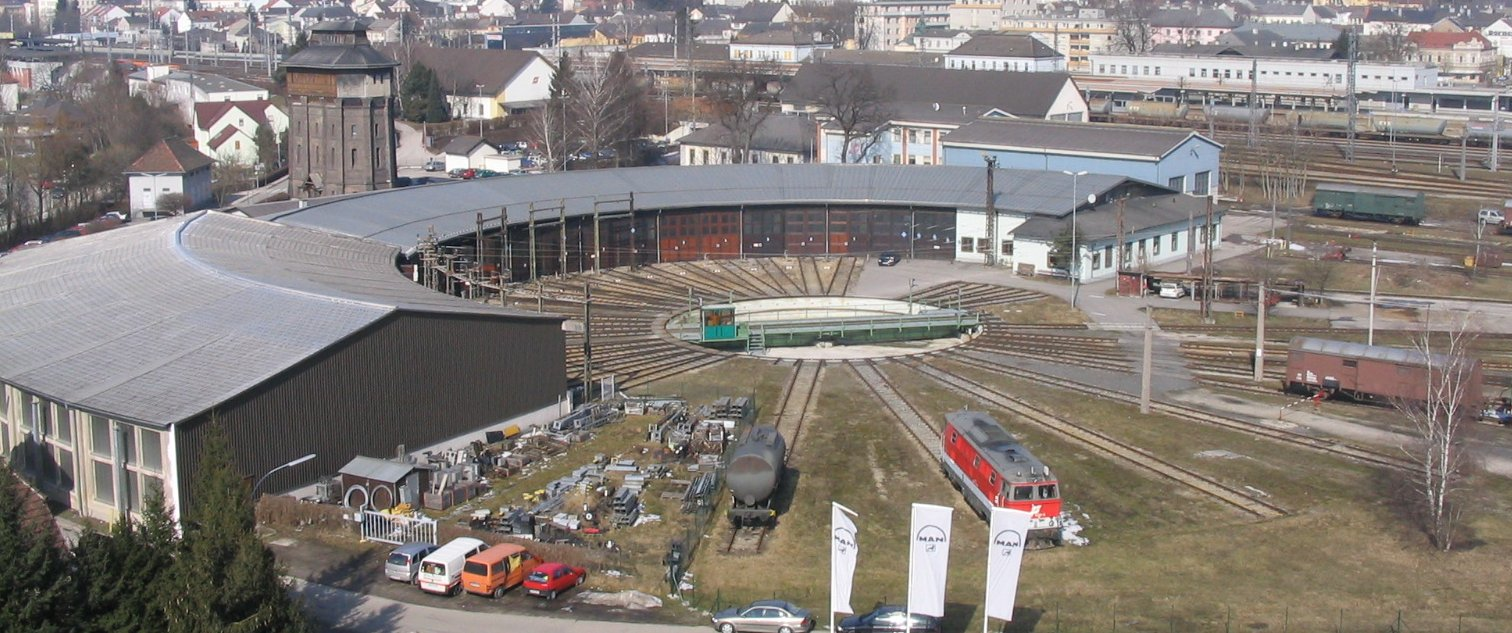
Lokomotywownia

Stacja została otwarta na Kaiserin-Elisabeth-Bahn 15 grudnia 1858, a 1 czerwca 1860 linia została następnie rozbudowana do Salzburga i 12 czerwca 1860 otworto linię do Monachium. Stacja znajdowała się wtedy jeszcze w dzielnicy Preinsbach. W 1883 włączono Preinsbach do Amstetten, tak, że stacja znajdowała się już w Amstetten. W dniu 12 listopada 1872 otwarto Rudolfsbahn i Amstetten stał się ważnym ośrodkiem transportu. Ponieważ obie linie były niezależnymi przedsiębiorstwami, Rudolfsbahn musiał obsługiwać własny tor w Amstetten, jako że z torów Kaiserin-Elisabeth-Bahn nie mogli korzystać. Po połączeniu Kaiserin-Elisabeth-Bahn z Rudolfsbahn stacja została rozbudowana. 
W 1892 pojawiły się plany budowy linii z Amstetten do Grein. Sachsen-Coburg-Gotha do Greinburg był skłonny do finansowania budowy mostu. Ale linia ta został odrzucona przez Radę Miasta Grein.
W latach 1908–1909 wybudowano 18-metrową wieżę ciśnień z dwoma zbiornikami na wodę, każdy z 40 000 litrów pojemności. W 1913 roku wybudowano perony.
W czasie II wojny światowej, dworzec kolejowy i tory zostały zniszczone. W kwietniu 1945 roku, rozpoczęto tymczasową odbudowę, tory zostały ponownie wybudowane, bilety były sprzedawane w hotelu Hofmann. W czerwcu 1951 roku część Westbahn została zelektryfikowana na odcinku Amstetten-Linz, w grudniu 1952 r., cała Westbahn i w latach 1967-68, Rudolfsbahn.
W latach 1972-73 po raz pierwszy stacja została zmodernizowana, ale nie była to budowa nowej stacji. W 1976 roku zbudowano dworzec autobusowy na zachód od stacji. W 1987 wybudowano pierwszy tunel pod torami. 
Obecny dworzec został zmodernizowany w latach 90. XX wieku z inicjatywy Corporate-Design-Initiative der Bahn, w 1989, firma architektoniczna Zechner & Zechner wygrała konkurs na budowę stacji Amstetten. Podczas renowacji stacja zyskała w 1992 roku nowy dach, za który została przyznana nagroda w 1996. W 2008 otwarto duży parking Park & Ride.

## Budynek
W hali dworca znajdują się dwie kasy biletowe i automaty biletowe. Hala zawiera również biura podróży, poczekalnię, kiosk z wyrobami tytoniowymi i dwa telefony. W budynku stacji jest restauracja i toalety publicznej. Na stacji są nadal dostępne schowki bagażowe. Na stacji znajduje się parking Park & Ride.
Przed placem stacyjnym znajduje się przystanek autobusowy.

## Perony

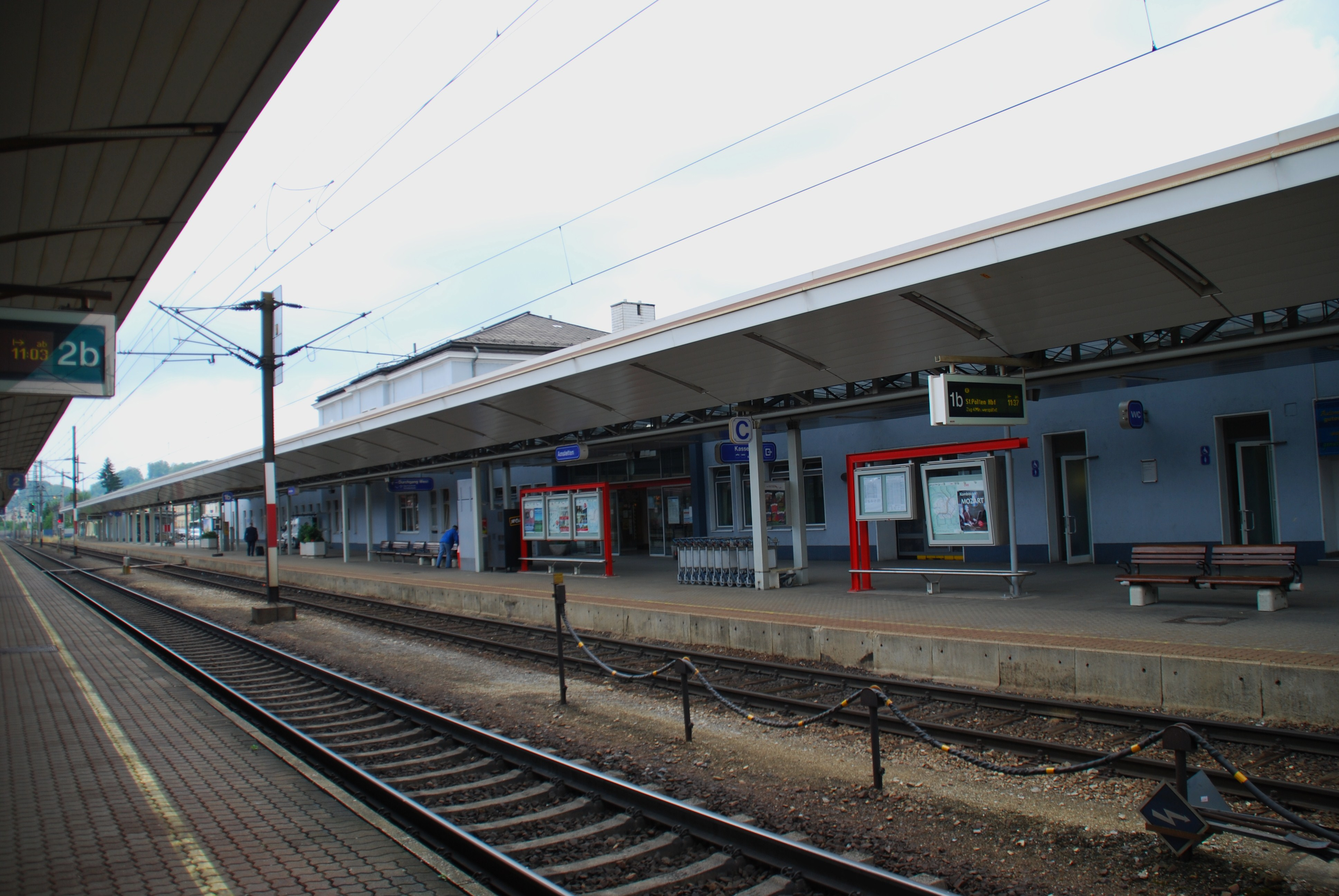
Perony

Perony są połączone ze sobą przez dwa tunele, w zachodniej i wschodniej części stacji, w każdym z nich jest zainstalowany automat do sprzedaży biletów. Każdy peron jest otwarty i dostępny z obu przejść podziemnych. Wschodni tunel jest wyposażony w windy.